# El Barranco, Reynosa
El Barranco är en ort i Mexiko.   Den ligger i kommunen Reynosa och delstaten Tamaulipas, i den nordöstra delen av landet, 800 km norr om huvudstaden Mexico City. El Barranco ligger 40 meter över havet och antalet invånare är 214.
Terrängen runt El Barranco är platt, och sluttar norrut. Runt El Barranco är det ganska tätbefolkat, med 207 invånare per kvadratkilometer. Närmaste större samhälle är Reynosa, 18,3 km sydost om El Barranco. Trakten runt El Barranco består till största delen av jordbruksmark.